# Angevillers
Angevillers (deutsch Arsweiler) ist eine französische Gemeinde mit 1357 Einwohnern (Stand 1. Januar 2022) im Département Moselle in der Region Grand Est (bis 2015 Lothringen). Sie gehört zum Arrondissement Thionville.

## Geografie
Die Gemeinde Angevillers liegt etwa zehn Kilometer nordwestlich von Thionville und acht Kilometer südlich der Grenze zu Luxemburg auf einer Höhe zwischen 315 und 418 m über dem Meer. Das Gemeindegebiet umfasst 8,77 km².

## Geschichte
Die erste urkundliche Erwähnung geht auf das Jahr 926 zurück, jedoch gibt es Siedlungsspuren, die auf eine weit frühere Besiedlung schließen lassen (römische Münzfunde, Grabsteine aus der Merowingerzeit). Arsweiler war seit dem Mittelalter bis ins 17. Jahrhundert Teil des Herzogtums Luxemburg im Heiligen Römischen Reich und teilte im Wesentlichen dessen Geschichte. 1659 kam der Ort im Rahmen der Réunionspolitik zu Frankreich und der französische Ortsname Angevillers kam in Gebrauch. Von 1871 bis 1918 gehörte er als Teil des Reichslandes Elsaß-Lothringen zum Deutschen Reich. Nach dem Ende des Ersten Weltkrieges fiel der Ort erneut an Frankreich und verblieb seither dort mit Ausnahme der Zeit der deutschen Besetzung 1940–1944. Während des Zweiten Weltkrieges wurde auf dem Gemeindegebiet das Führerhauptquartier Brunhilde errichtet.

### Bevölkerungsentwicklung
| Jahr      | 1962 | 1968 | 1975 | 1982 | 1990 | 1999 | 2007 | 2019 |
| Einwohner | 1196 | 1397 | 1441 | 1284 | 1175 | 1185 | 1273 | 1253 |

## Wappen
Beschreibung: In Rot und Silber gespalten. Vorn ein blaugekleideter Arm aus einer weißen Wolke am Spalt hervorbrechend, ein Schwert mit silberner Klinge und goldenem Griff nach oben zwischen zwei goldenen Steinen haltend. Hinten drei rote Sparren.

## Sehenswürdigkeiten

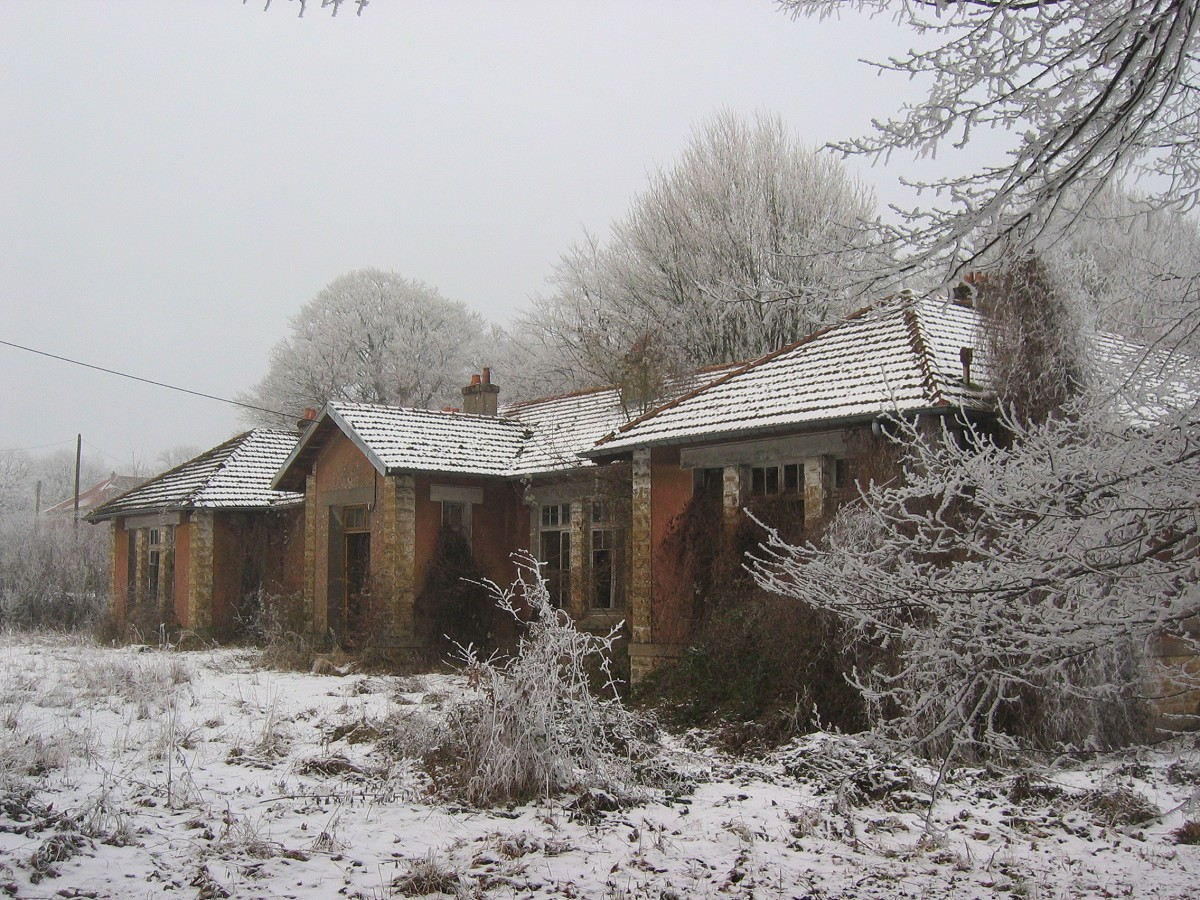
Camp d’Angevillers

- In der Nähe des Ortes befindet sich das in den 1930er Jahren errichtete Camp d’Angevillers, eine Kasernenanlage im Komplex der Maginot-Linie.
- Das Dorf besitzt außerdem zwei Kirchen und befindet sich in unmittelbarer Waldnähe.

## Belege
1. ↑  Wappen auf genealogie-lorraine.fr (französisch)